# Nandy (Seine-et-Marne)
Nandy település Franciaországban, Seine-et-Marne megyében. Lakosainak száma 6322 fő (2022. január 1.). Nandy Seine-Port, Saint-Fargeau-Ponthierry, Savigny-le-Temple, Le Coudray-Montceaux, Morsang-sur-Seine és Saint-Pierre-du-Perray községekkel határos.

## Népesség
A település népességének változása:
| Lakosok száma | 5867 | 5910 | 6042 | 6042 | 6179 | 6235 | 6262 | 6294 | 6322 |
|               | 2013 | 2015 | 2016 | 2017 | 2018 | 2019 | 2020 | 2021 | 2022 |